# Atle Hammer

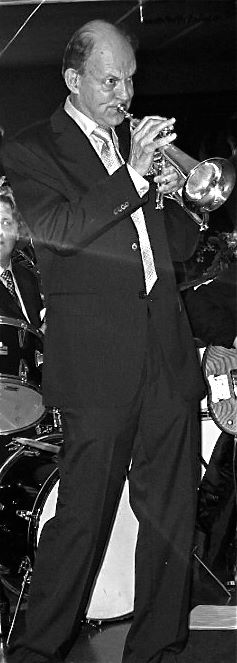
Atle Hammer

Atle Jonas Hammer (Oslo, 11 maart 1932 – 22 oktober 2017) was een Noorse jazztrompettist en bugelist die actief was in de jazzscene in Oslo. Tevens was hij ingenieur.

## Biografie
Hammer werkte als ingenieur bij de Norges Statsbaner en bij Jernbaneverket.
Als musicus was hij een oudgediende in de Noorse hardbop: al in de jaren vijftig leidde hij een eigen sextet, Seven Eleven, waarmee hij een album maakte (Seven Eleven, 1954, met o.m. Erik Amundsen. Later werkte hij met The Modern Quartet, Kjell Karlsen's Orchestra, Mikkel Flagstad's Quintet, Egil Kapstad's band Syner, Radiostorbandet en de band Ool-Ya-Koo. Tevens werkte hij samen met musici als Laila Dalseth, Pepper Adams, George Russell, Bjarne Nerem en James Moody.
In de jaren 1980-1985 leidde hij opnieuwe een groep, een kwintet, met o.m. Terje Venaas, Eivin Sannes en Tom Olstad. Hierna was hij actief met een kwintet met Harald Bergersen en Erling Aksdal. In de jaren 80 en 90 speelde hij met groepen als Thorgeir Stubø, Per Husby Quintet, Magni Wentzel Quintet en in bigbands (waaronder die van Harald Gundhus/Ole Jacob Hansen en Erling Wicklund's Storeslem.
Later had hij een eigen kwartet met Rune Nicolaysen, Freddy Hoel Nilsen en Carl Morten Iversen, deze groep was ook als kwintet actief met Lars Erik Norum. Hammer was tevens lid van de ska-band The Phantoms.

## Prijzen
- 1986: Reenskaug award

## Discografie
Atle Hammer Sextett
- 1954: Seven Eleven
- 1992: Arizona blue (Gemini Records), met Egil 'Bop' Johansen, Egil Kapstad, Jon Gordon, Red Holloway en Terje Venaas

Met Egil Monn Iversen's Big Band
- 1985: Live At Gildevangen (Camp Records), featuring Sylfest Strutle

Met The Norwegian Radio Big Band
- 1988: The Norwegian Radio Big Band Meets Bob Florence (Odin Records)
- 1988: The Norwegian Radio Big Band Meets Bill Holman (Taurus Records)

Met Harald Bergersen
- 1988: Joy spring (Gemini Records)